# 索馬利亞先令
索馬利亞先令 （索馬里語：shilin，義大利語: scellino）是索馬利亞自1962年開始發行的貨幣。輔幣單位為分，1先令=100分。貨幣編號SOS。目前索马里兰實際使用的是索马里兰先令。
自從1991年索馬里政府垮台，軍閥加印的鈔票和偽鈔大量流入市面，而一般流通鈔票最大面額為一千先令，導致美元被用於大額交易，但在某一程度上減低通貨膨脹。在2010年5月27日，一美元可兌33300索馬里亞先令。

## 流通中的貨幣

### 紙幣

#### 1983-1996年
- 5 先令
  - 正面：水牛
  - 背面：香蕉種植園
- 10 先令
  - 正面：摩加迪沙的阿卜杜勒·阿齊茲清真寺
  - 背面：造船
- 20 先令
  - 正面：摩加迪沙的索馬里中央銀行
  - 背面：一群牛
- 50 先令
  - 正面：舊摩加迪沙遺址
  - 背面：一群動物
- 100 先令
  - 正面：女人拿著步槍和鏟子
  - 背面：農產品加工廠
- 500 先令
  - 正面：漁民
  - 背面：摩加迪沙的一所清真寺
- 1,000 先令
  - 正面：編織籃子
  - 背面：摩加迪沙的港口和海濱

#### 1991年

索馬利亞在1991年發行的紙幣系列。

- 20 先令
  - 正面：商人和駱駝
  - 背面：收成棉花
- 50 先令
  - 正面：纺织
  - 背面：男人和驢

## 外部連結
- 唐的世界硬币画廊：Somalia
- 罗恩·怀斯的世界纸币：Somalia 镜像网站
- 现代金融系统表格－库尔特·舒勒制作：Somalia 镜像网站
- 环球货币历史：Somalia
- 《环球金融资料》系列：Somalia Shilling
- 《环球金融资料》货币历史表格（ 微软试算表格式）